# Edward DeBlasio
Edward DeBlasio (Brooklyn, 1927 – Studio City nabij Los Angeles, 1 februari 2015) was een Amerikaans televisieproducent en scenarioschrijver.

## Levensloop en carrière
DeBlasio begon in 1963 met het schrijven van scenario's.  In de jaren 60 schreef hij voor The Defenders en NYPD Blue. Voor Police Woman schreef hij een tiental afleveringen. Het meest bekend werd hij dankzij Dynasty waarvoor hij voor 109 afleveringen als producent optrad. 
DeBlasio overleed in 2015 op 88-jarige leeftijd. 
- Biblioteca Nacional de España: XX5174534
- Virtual International Authority File: 232194717